# Козлов, Владимир Иванович (лётчик)
Владимир Иванович Козлов (20 октября 1945, село Чапаевка, Аксуйский район, Алма-Атинская область, Казахская ССР — 2 марта 2012, Щёлковский район) — лётчик-испытатель, советский космонавт-испытатель (5-й набор ВВС), полковник авиации в запасе.

## Биография

### Ранние годы и образование
Родился 20 октября 1945 года в селе Чапаевка в Алма-Атинской области в семье Козлова Ивана Яковлевич, который служил начальником пограничной заставы в Казахстане и учительницы начальных классов средней школы Козловой (Токарчук) Валентины Григорьевны.
После окончания в 1963 году средней школы Запорожья, поступил в Запорожский учебный авиацентр, где получил право пилотирования самолета. По окончании авиацентра поступил в Черниговское высшее военное училище летчиков (ВВАУЛ), которое окончил в 1968 году.
Окончив ЧВВАУЛ, с декабря 1968 года начал служить в в/ч 21888 Борисполя в Киевском военном округе в должности летчика истебительно-авиационного полка.
Управляя МиГ-21пф, 6 марта 1969 года произвел вынужденную посадку с убранным шасси, в результате самолет загорелся, но Владимиру Ивановичу удалось вовремя выбраться из кабины.

### Космическая подготовка
Приказом Главнокомандующего ВВС 27 апреля 1970 года был зачислен в отряд космонавтов Центра подготовки космонавтов имени Ю. А. Гагарина на должность слушателя-космонавта. В период с мая 1970 по июль 1972 года проходил общий курс общекосмической подготовки, который сдал на отлично. 6 июля 1972 года был назначен космонавтом 1-го отдела 1-го управления. В составе группы космонавтов проходил подготовку по программе «Алмаз» (1972—1973).
В 1972 поступил в Военно-воздушную академию имени Ю. А. Гагарина, которую окончил экстерном в 1975 году.
28 мая 1973 года был отчислен из отряда космонавтов по состоянию здоровья.

### Воинская служба после космической подготовки
После отчисления из отряда космонавтов был направлен в Ворошиловградское военно-авиационное училище летчиков, где служил помощником командира корабля-правым летчиком самолета ТУ-16. 25 января 1975 года его назначили командиром корабля Ту-134. Затем последовательно занимал все должности — от заместителя командира эскадрильи (1976) до заместителя командира по летной подготовке авиационного полка (1977).
С 1978 по 1981 год учился в адъюнктуре ВВА имени Ю. А. Гагарина.
В декабре 1981 года был назначен старшим научным сотрудником Центрального института Министерства обороны СССР.
С 1983 года служил старшим офицером по разведке оперативной группы, с 1984 года — старшим офицером оперативной группы, с 1985 года — начальником оперативной группы воздушного пункта управления Главкома ВВС.
В ноябре 1989 года был назначен заместителем начальника 4-го аппарата управления вооружений ВВС.
27 октября 1992 года вступил в должность начальник учебно-аэродромной базы в Монино Военно-воздушной инженерной академии (ВВИА) имени Н. Е. Жуковского. С мая 1995 года занимал должность начальника факультета базовой подготовки в этой академии.
14 декабря 1995 года был уволен в запас по возрасту. После увольнения работал гражданским служащим МО СССР в той же должности.

### Воинские звания
- Лейтенант (25.10.1968);
- Старший лейтенант (03.02.1971);
- Капитан (10.07.1975);
- Майор (07.08.1978);
- Подполковник (06.11.1981);
- Полковник (21.11.1985).

## Награды
- Орден «За военные заслуги»
- Орден «За службу Родине в Вооружённых Силах СССР» III степени
- Медаль «В ознаменование 100-летия со дня рождения Владимира Ильича Ленина»
- Медаль «Ветеран Вооружённых Сил СССР»
- Юбилейная медаль «50 лет Вооружённых Сил СССР»
- «Медаль 60 лет Вооруженных сил СССР».

## Классность
Налетал 2200 часов на самолетах: Л-29, УТИ МиГ-17, МиГ-15, МиГ-21, МиГ-2ГУ, МиГ-21Ф-13, МиГ-21пф, МиГ-21УС, Як-18У, Ан-14, ТУ-104АЛЛ, Ту-16, Ту-134. Выполнил 116 прыжков с парашютом.

## Смерть
Умер 2 марта 2012 года. Похоронен на Лосино-Петровском муниципальном кладбище в Московской области.